# Holiness Association of Texas
Holiness Association of Texas var ett amerikanskt trossamfund som bildades i slutet av 1800-talet. Bakgrunden var att texasbor i tidningen The Banner of Holiness läst om helgelsepredikanten W B Colt och inbjudit honom att tala vid ett väckelsemöte i Ennis den 20 september 1877.
Tältmöten började därefter att hållas och helgelseväckelsen spreds i Texas. Vid den första tältkampanjen i Rake Straw i oktober 1878 bildades The Texas Holiness Association med James A Graves som ordförande, John A McKinney som vice ordförande, E R Reeves som korresponderande sekreterare och Cyrus T Hogan som sekreterare och kassör. Denna organisation fortsatte att ordna tältkampanjer ur vilka the Holiness Association of Texas växte fram.